# A Capella Holmiensis
A Capella Holmiensis (tidigare Sångensemble Gycklare Blå) är en a cappellagrupp som sjunger musik från medeltid och renässans samt svensk folkmusik. Ensemblen arbetar med kyrkomusik, krogvisor och hovmusik från tiden före 1600.
Gruppen har medverkat i en dokumentär i Sveriges Television om levande rollspel "Den lekande människan" samt i programmet Söndagsöppet. A Capella Holmiensis har även framträtt på scener såsom Konserthuset i Stockholm och Wasamuseet och liknande.
På sin repertoar har gruppen det mycket kända verket Messe de Nostre Dame. Ett annat stort projekt är att visa Albertus Pictor och dennes bilder i musik vilket gruppen planerar göra 2009. Också Tidig musik av kompositörer såsom Adam de la Halle, Francesco Landini, Guillaume de Machaut, Guillaume Dufay, Johannes Ockeghem, Josquin Desprez, Palestrina m.fl

## Diskografi
Premiär, inspelad 2000. Innehåller blandad lättsam medeltida musik.